# Moliští Chorvati
Moliští Chorvati (chorvatsky Moliški Hrvati, italsky Slavomolisani) je označení obyvatelstva chorvatského původu obývajícího italský region Molise. Jedná se o potomky přistěhovalců ze začátku 16. století, tzv. třetí vlny slovanské migrace na území dnešní Itálie, související s osmanským tažením na Balkán.
Chorvatskou identitu a znalost molisko-chorvatského nářečí, nazývaného místně na-našo[zdroj?], udrželo dodnes necelé dva tisíce osob. Ti obývají především tři obce na severovýchodu provincie Campobasso (Kampavaša), v pohorské oblasti mezi řekami Trigno a Biferno:
- Montemitro / Mundimitar – 460 obyvatel, obývaná Slovany od roku 1508
- Acquaviva Collecroce / Živavoda Kruč – 674 obyvatel, obývaná Slovany od 1561
- San Felice del Molise / Filić – 708 obyvatel, obývaná Slovany od 1518

Příznačný pro všechny tři je postupný pokles počtu obyvatelstva související s ekonomickými migracemi do větších měst a vyspělejších regionů Itálie, a také postupující asimilace do většinové italské společnosti, kterou již prošly v průběhu 19. a 20. století ostatní molisko-chorvatské obce, jako Palata nebo San Giacomo degli Schiavoni (Štijakov).
Dle zákona z roku 1999 byli moliští Chorvati uznáni za etnickou menšinu, jejich nářečí pak obdrželo status „menšinového jazyka“. Od roku 1996 je také v platnosti italsko-chorvatská bilaterální dohoda o právech národnostních menšin.
Počínaje 90. lety se na školách ve třech moliských obcích vyučuje chorvatština. Důležitou rolí v udržování jazykové odlišnosti hrají také místní kulturní sdružení: Naša zemlja — La nostra terra (zal. 1968), Naš grad (zal. 1997) i Agostina Piccoli (zal. 1999). V Montemitro/Mundimitaru se nachází honorární konzulát Chorvatska. Moliští Chorvati si uchovali chorvatský jazyk v podobě, která je již dávno vzdálená současné chorvatštině. Odhaduje se, že počet slov, která jsou pro Moliské Chorvaty dnes vlastní, se pohybuje někde kolem 3000.